# Micheál Richardson

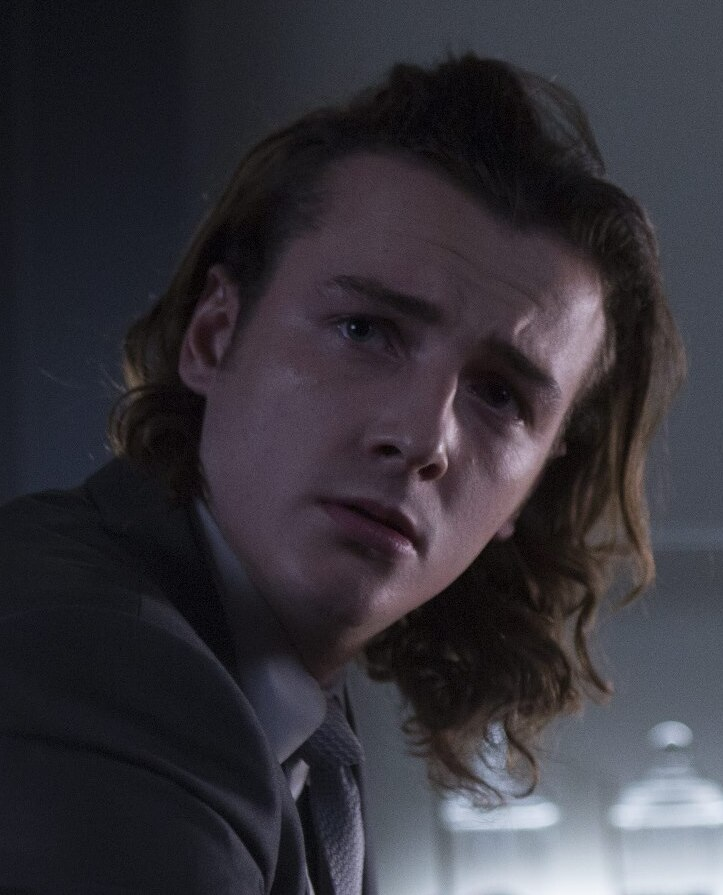
Micheál Richardson in einem Werbespot, 2016

Micheál Richard Antonio Neeson Richardson (* 22. Juni 1995 in Dublin) ist ein irischer Schauspieler.

## Leben und Karriere
Richardson wurde als ältester Sohn von Liam Neeson und Natasha Richardson geboren. Seine Großeltern mütterlicherseits sind Vanessa Redgrave und Regisseur Tony Richardson. Er ist zudem Urenkel der Schauspieler Michael Redgrave und Rachel Kempson.
Sein Debüt gab er 2013 in dem Film Anchorman – Die Legende kehrt zurück. Anschließend war er 2018 in Vox Lux zu sehen. 2019 wurde er für den Film Hard Powder gecastet. Unter anderem spielte er 2020 in Made in Italy mit. Seine erste Hauptrolle bekam er 2021 in On Our Way.

## Privates
Nach dem Tod seiner Mutter Natasha Richardson im Jahr 2009 änderte Micheál 2018 seinen Nachnamen offiziell von Neeson zu Richardson, um ihr zu gedenken.

## Filmografie
Filme
- 2013: Anchorman – Die Legende kehrt zurück (Anchorman 2: The Legend Continues)
- 2018: Vox Lux
- 2019: Hard Powder (Cold Pursuit)
- 2020: Made in Italy
- 2021: On Our Way
- 2023: Somewhere Quiet

Serien
- 2020: Big Dogs
- 2022: Star Wars: Geschichten (Star Wars: Tales)